# Selecció nord-americana de corfbol
La selecció nord-americana de corfbol és dirigida per la United States Korfball Federation (USKF) i representa als Estats Units a les competicions internacionals de corfbol.

## Història
| Campionat del Món |                      |                           |               |
| Any               | Campionat            | Seu                       | Classificació |
| 1978              | 1r Campionat del Món | Amsterdam (Països Baixos) | 5a plaça      |
| 1984              | 2n Campionat del Món | Anvers (Bèlgica)          | 6a plaça      |
| 1987              | 3r Campionat del Món | Makkum (Països Baixos)    | 7a plaça      |
| 1991              | 4t Campionat del Món | Anvers (Bèlgica)          | 7a plaça      |
| 2007              | 8è Campionat del Món | Brno (República Txeca)    | 13a plaça     |

| World Games |                 |                           |               |
| Any         | Campionat       | Seu                       | Classificació |
| 1985        | 2ns World Games | Londres (Anglaterra)      | 3a plaça      |
| 1989        | 3rs World Games | Karlsruhe (Alemanya)      | 5a plaça      |
| 1993        | 4ts World Games | The Hague (Països Baixos) | 5a plaça      |